# Международная химическая олимпиада
Международная химическая олимпиада (МХО, англ. IChO, International Chemistry Olympiad) — ежегодное соревнование по химии для школьников. Основная задача Олимпиады — повышение интереса школьников к химическим наукам во всём мире. Каждую страну представляет команда, состоящая не более чем из четырёх олимпийцев и двух наставников. Официально МХО — личное первенство. Участники должны быть не старше 20 лет и не учиться в вузе. Первая МХО состоялась в Праге (Чехословакия), в 1968 году. С тех пор мероприятие проводится каждый год, за исключением 1971 года. Делегациям, которые приняли участие в первых соревнованиях были в основном страны бывшего Восточного блока

## Структура и правила конкурса
Олимпиада состоит из двух туров: экспериментальный тур и теоретический тур. Оба тура длятся до 5 часов и проводятся в разные дни. На теоретическом туре можно заработать 60 баллов, а на практическом туре — 40 баллов. Каждый тур оценивается независимо друг от друга, а сумма результатов экзаменов определяет общий результат участника. Международное жюри, которое состоит из двух наставников каждой из стран-участниц, обсуждает задачи и переводит их на язык, удобный для участников из той или иной страны.
Страна, желающая участвовать в МХО, должна предварительно направить наблюдателей на две олимпиады, предшествующие первому году участия этой страны.

## История
Идея проведения Международной олимпиады по химии была инициирована в бывшей Чехословакии в 1968 году. Она была разработана с целью увеличения числа международных контактов и обмена информацией между странами. Приглашения были направлены в комитеты всех социалистических стран, кроме Румынии. Однако в мае 1968 года, отношения между Чехословакией и Советским Союзом стали настолько деликатными, что только Польша и Венгрия приняли участие в первом международном конкурсе.
Первая Международная олимпиада по химии состоялась в Праге с 18 по 21 июня 1968 года. Каждая из трех стран-участниц направили команду из шести учеников. Были предложены четыре теоретические задачи. К этому времени был предложен общий курс следующего конкурса. Вторая олимпиада по химии состоялась в 1969 году в Польше, Болгария также приняла в ней участие. Каждая команда состояла уже из пяти учеников, и был добавлен экспериментальный тур. Далее было принято решение ограничить число участников до четырёх и пригласить больше команд. Третья олимпиада в 1970 году была организована в Венгрии (новые участники: ГДР, Румыния и Советский Союз). В этом конкурсе было распределено более, чем три приза.
В 1971 году олимпиада не проводилась, так как в 1970 году организатор и страна, проводящая конкурс, не могли быть согласованы. Эта проблема была решена через три года. Советский Союз принимал олимпиаду в 1972 году, Болгария в 1973 и Румыния в 1974 году. В 1972 году впервые появились подготовительные задачи. Кроме того, на заседании жюри было предложено отправить приглашения во Вьетнам, Монголию и Кубу. Но приглашения так и не были отправлены, поэтому стран-участниц было семь.
В 1974 году Румыния предложила участие Швеции и Югославии, Германия и Австрия послали наблюдателей. Федеративная Республика Германия была первой страной НАТО, отправившей наблюдателя, так как у правительства Брандта были контракты на Востоке. Таким образом, в 1975 году Западная Германия, Австрия и Бельгия тоже принимали участие в Международной олимпиаде по химии.
Первая Олимпиада в несоциалистической стране состоялась в 1980 году в Линце (Австрия), однако в ней не участвовал Советский Союз. С тех пор количество стран-участниц постоянно росло. В 1980 году это были 13 стран, но к олимпиаде во Франкфурте (1984) их было уже 21. После падения железного занавеса и распада Советского Союза это число стало ещё больше. Кроме того, стал очевиден растущий интерес азиатских и латиноамериканских стран. В 1998 году участвовали уже 47 государств. В настоящее время в Международной олимпиаде по химии участвуют 68 команд.

## Прошедшие олимпиады
- 29 МХО — 1997 год, г. Леноксвилль (Монреаль), Канада.
- 30 МХО — 1998 год, г. Мельбурн (Австралия).
- 32 МХО — 2000 год, г. Копенгаген, Дания.
- 33 МХО — 2001 год, г. Мумбай (Бомбей), Индия.
- 34 МХО — 2002 год, Гронинген, Нидерланды.
- 35 МХО — 2003 год, г. Афины, Греция.
- 36 МХО — 2004 год, г. Киль, Германия.
- 37 МХО — 2005 год, г. Тайбэй, Тайвань.
- 38 МХО — 2006 год, г. Кёнсан, Корея.
- 39 МХО — 2007 год, г. Москва, Россия.
- 40 МХО — 2008 год, г. Будапешт, Венгрия.
- 41 МХО — 2009 год, Кембридж, Англия.
- 42 МХО — 2010 год, Токио, Япония.
- 43 МХО — 2011 год, Анкара, Турция.
- 44 МХО — 2012 год, Вашингтон, США.
- 45 МХО — 2013 год, Россия, Москва.
- 46 МХО — 2014 год, Вьетнам, Ханой.
- 47 МХО — 2015 год, Азербайджан, Баку.
- 48 МХО — 2016 год, Тбилиси, Грузия, 2016.[2]
- 49 МХО — 2017 год, Таиланд, Накхонпатхом.[3]
- 50 МХО — 2018 год, Словакия и Чехия, Братислава и Прага.[4]
- 51 МХО — 21-30 июля, 2019 год Франция, Париж.[5]
- 52 МХО — 7-15 июля, 2020 год[6] ,Турция, Стамбул (онлайн).[7]
- 53 МХО — Япония, Осака, 2021 год.[6](онлайн)[8]
- 54 МХО — 10-21 июля 2022, Китай, Тяньцзинь.[9]
- 55 МХО — 16-25 июля 2023, Швейцария, Цюрих.[10]
- 56 МХО — 21-30 июля 2024, Саудовская Аравия, Эр-Рияд.[11]
- 57 МХО — 5-14 июля 2025, ОАЭ, Дубай.[12]

## Будущие олимпиады
- 58 МХО, 2026 год, Узбекистан
- 59 МХО, 2027 год, Тайвань